# Jack Mollick
Jack Mollick, născut Jankel Mallik (n. 2 februarie 1908, Vișeu de Sus, Austro-Ungaria – d. 10 decembrie 1953) a fost un muzician și trompetist român.
La 15 mai 1910 a emigrat împreună cu familia sa în Statele Unite.
A devenit un trompetist faimos care și-a croit cariera în Chicago și New York în perioada interbelică și chiar în timpul celui de-al Doilea Război Mondial.